# Amine Noua
Amine Noua (nacido el 7 de febrero de 1997 en Vénissieux) es un jugador de baloncesto francés que pertenece a la plantilla del Satria Muda Pertamina de la Indonesian Basketball League. Con 2,03 metros de estatura, juega en la posición de ala-pívot.

## Trayectoria deportiva
En 2015 firma su primer contrato profesional con el ASVEL Lyon-Villeurbanne, club al que pertenece en la actualidad.
El 7 de julio de 2021, firma por dos temporadas con el Morabanc Andorra de la Liga Endesa.
El 12 de abril de 2022, se compromete con el SIG Strasbourg de la LNB Pro A, hasta el final de la temporada, cedido por el Morabanc Andorra.
El 1 de agosto de 2023 se anuncia su fichaje por el Hapoel Holon de la Ligat Winner.
El 2 de diciembre de 2023, Derthona Basket de la Lega Basket Serie A anuncia su fichaje para cubrir la baja de Mike Daum.
El 22 de enero de 2024, se anuncia su acuerdo con el Fenerbahçe Spor Kulübü de la BSL, firmando un contrato de 1 mes de duración en calidad de cedido.
El 30 de julio de 2024, firma por el Fundación Club Baloncesto Granada de la Liga Endesa.

## Internacional
Amine fue un fijo en las convocatorias de la selección francesa en categorías inferiores. En el Mundial sub-17 de 2014, promedió casi 19 puntos por partido y 16 puntos por encuentro en el Europeo Sub-20 de 2016.